# Diandrolyra bicolor
Diandrolyra bicolor är en gräsart som beskrevs av Otto Stapf. Diandrolyra bicolor ingår i släktet Diandrolyra och familjen gräs. Inga underarter finns listade i Catalogue of Life.